# Cranca de la Patagònia
Lithodes santolla és un crustaci que habita el llit marí de les fredes aigües del sud d'Amèrica del Sud.

## Distribució

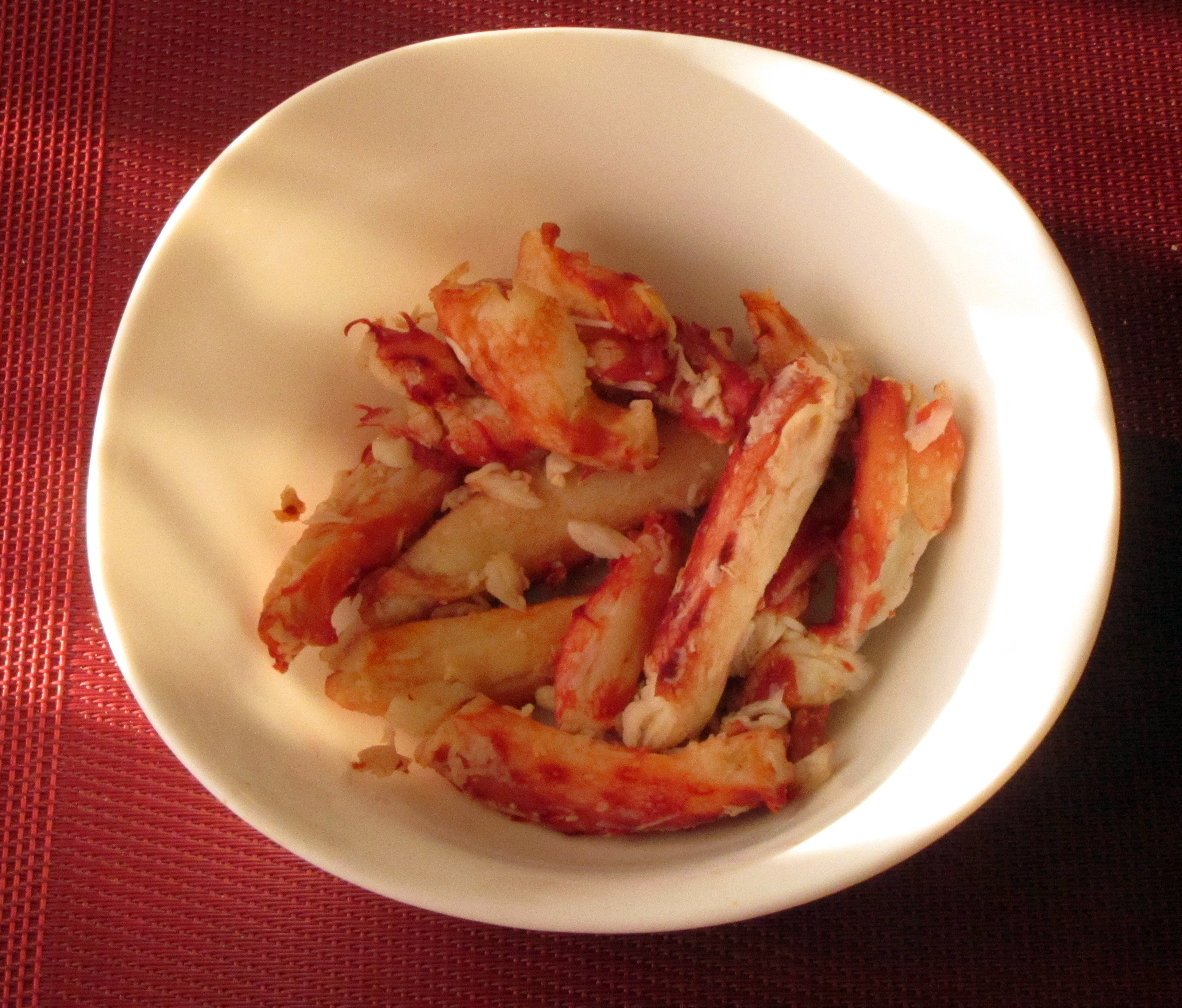
Plat amb trossos de carn de les seves cames.

Habita en les aigües costaneres del sud-est de l'oceà Pacífic, en les aigües de Xile especialment de Valdivia fins al Cap d'Hornos, i també en el sud de l'Argentina.

## Hàbitat
Viu en la zona bentònica, generalment en profunditats de fins a 150 m, però se l'ha trobat ocasionalment fins als 600 m de profunditat.

## Aprofitament comercial
La captura d'aquest animal per a consum humà constitueix una activitat lucrativa per a les localitats de l'arxipèlag de la Terra del Foc.
Això va conduir a un incident a l'agost del 1967 quan a la goleta argentina Cruz del Sud, mentre pescava a 400 m de l'illa Gable (avui sota sobirania de l'Argentina), li va ser ordenat allunyar-se per personal del patruller xilè Mariner Fuentealba. Aquest esdeveniment, al costat de diversos altres, va portar a tibar el conflicte del Beagle en la dècada de 1970.